# Condado de Briscoe
El condado de Briscoe es un condado del estado de Texas, Estados Unidos. Tiene una población estimada, a mediados de 2021, de 1403 habitantes.
La sede del condado es Silverton, al igual que su mayor ciudad.
El condado tiene un área de 2335 km², de los cuales 4 km² están cubiertos por agua.
Este condado fue creado en 1876 y formalmente fundado en 1892.

## Demografía

### Censo de 2020
Según el censo de 2020, en ese momento había 1435 habitantes, 605 hogares y 273 familias en el condado. La densidad de población era de 0.62 habitantes por kilómetro cuadrado.
| Raza                   | Núm. | Porc.  |
| ---------------------- | ---- | ------ |
| Blancos                | 1175 | 81.88% |
| Afroamericanos         | 18   | 1.25%  |
| Amerindios             | 7    | 0.49%  |
| Otras razas            | 141  | 9.83%  |
| De una mezcla de razas | 94   | 6.55%  |
| Total                  | 1435 | 100%   |

Del total de la población, el 25.64% eran hispanos o latinos de cualquier raza.

### Censo de 2000
Según el censo de 2000, en ese momento había 1790 habitantes, 724 hogares y 511 familias el condado. La densidad de población era de 2 habitantes por milla cuadrada.
La composición racial del condado era:
- 83,35% blancos
- 2,29% negros o negros americanos
- 0,39% nativos americanos
- 0,06% asiáticos
- 11,45% otras razas
- 2,46% de dos o más razas.

Había 724 hogares, de las cuales el 29,30% tenían menores de 18 años viviendo con ellas; el 59,30% estaban a cargo de parejas casadas viviendo juntas; el 7,60% eran encabezados por mujeres (sin cónyuge), y el 29,40% no eran familias.
El tamaño promedio de una familia era de 3,03 miembros.
En el condado el 27,10% de la población tenía menos de 18 años; el 6,80% tenía de 18 a 24 años; el 22,00% tenía de 25 a 44 años; el 24,80% tenía de 45 a 64 años, y el 19,30% eran mayores de 65 años. La edad promedio era de 40 años. Por cada 100 mujeres había 95,00 hombres. Por cada 100 mujeres mayores de 18 años había 92,80 hombres.
Los ingresos medios de los hogares del condado eran de $29.917 y los ingresos medios de las familias eran de $35.326. Los hombres tenían ingresos medios por $25.854 frente a $17.500 para las mujeres. Los ingresos per cápita del condado eran de $14.218. El 11,50% de las familias y el 16,00% de la población estaban debajo de la línea de pobreza. Del total de los habitantes en esta situación, el 23,00% tenían menos de 18 años y el 12,50% tenían 65 años o más.